# Andrés Lima (político)
Andrés Pablo Lima Proserpio (Salto, 31 de octubre de 1973) es un abogado y político uruguayo, miembro del Frente Amplio. Actualmente ocupa el cargo de presidente de MEVIR

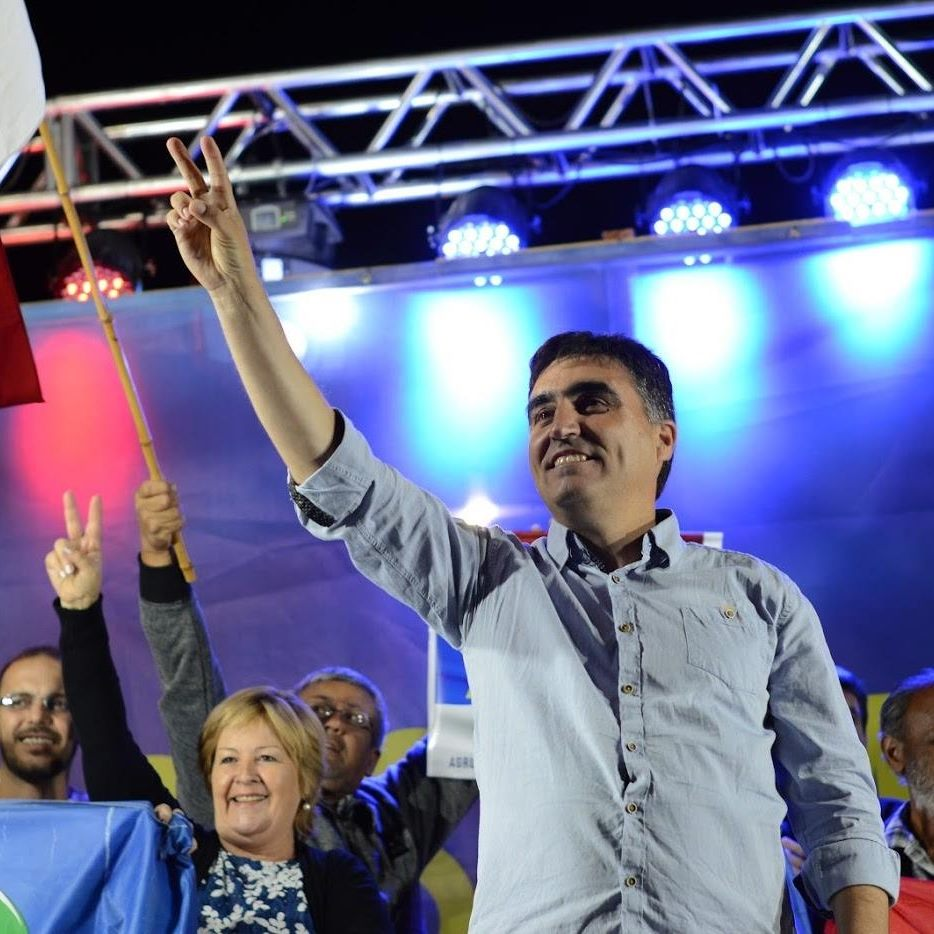
2020

## Biografía
Andrés Lima, nació en la ciudad de Salto, el 31 de octubre de 1973. Su signo zodiacal es Escorpio y en el horóscopo chino corresponde al signo de Buey/ búfalo.
   Es hijo de Mariel Proserpio y Óscar Lima; el hijo mayor de tres hermanos: Andrés, Álvaro y Ana.
  Concurrió a la Escuela N°3, realizó el ciclo básico en el Liceo N°1 y el bachillerato en el Liceo N°5; todos de carácter público.
    Es profesor de piano desde sus 18 años y en fiestas familiares, suele interpretar autores clásicos.
    Ingresó a la Universidad de la República, Facultad de Derecho y se recibió de Abogado en marzo de 2001.
    Contrajo matrimonio por primera vez con María Claudia Severgnini Bravi, de dicho matrimonio nació Conrado y Berenice. Actualmente está casado con Analía Fernández Santana, con quién tiene dos hijos: Santino e Isabella.
    Le gusta leer, le atrae el ciclismo y el fútbol, es hincha de Peñarol. Escucha música clásica, rock y también el folclore uruguayo y argentino.

### Edil Departamental (2005-2010)
El  8 de mayo de 2005 fue elegido edil titular por la lista 391, la cual encabezaba como primer candidato a la Junta Departamental. Ese año, el Frente Amplio logró la Intendencia de Salto por primera vez en su historia, con el maestro Ramón Fonticiella como candidato ganador. 
Por ser el edil titular de la lista más votada dentro del FA en ese entonces, le correspondía ser el primer presidente de la Junta Departamental por el período 2005-2006, pero renunció a ese cargo. Recién en el período 2007-2008 fue elegido Presidente de la Junta Departamental de Salto.
A mediados de 2009 se alejó del PDC, por diferencias con el intendente Fonticiella, integrante del mismo partido. Varios militantes lo acompañaron y el 19 de agosto de 2009 formaron una nueva agrupación política: la Agrupación Humanista «Armando Aguirre», en homenaje al exedil demócrata-cristiano Armando «Negro» Aguirre. El número de lista para la hoja de votación fue el 888.

### Diputado por Salto (2010-2015)
En las elecciones presidenciales del 25 de octubre de 2009 la Agrupación Humanista vota el senado del MPP, encabezado en ese entonces por Lucía Topolansky. Lima fue elegido diputado con un total de 13861 votos equivalente a un 35,46% del total de votos obtenidos por el Frente Amplio en Salto.
Para las elecciones departamentales y municipales de Uruguay de 2010 cedió la candidatura a intendente al también demócrata cristiano Felipe Mutti, quien representó a la Agrupación Humanista en la elección departamental. Los otros candidatos por el FA fueron Ramón Fonticiella y Daniel Dalmao. Estas elecciones realizadas el 9 de mayo de 2010, dieron como ganador al colorado Germán Coutinho. La Agrupación Humanista obtuvo cuatro ediles y varios concejales en distintos municipios del departamento.
En 2014, se configuró una alianza electoral y política entre la Agrupación Humanista y el sector Compromiso Frenteamplista Lista 711, liderado por Raúl Fernando Sendic, en ese entonces candidato a vicepresidente por el FA. Como resultado de ese acuerdo, Lima encabezó la lista de diputados por la lista 888711 y en las elecciones presidenciales del 26 de octubre de 2014, ganadas por el Frente Amplio, fue reelecto diputado. La lista fue la más votada del departamento, con un total de 16486 votos.

Andrés Lima haciendo un alto en una de sus recorridas barriales

### Electo Intendente de Salto (2015-2020)
En el plenario departamental del FA realizado en diciembre de 2014, se formalizó su candidatura a intendente de Salto. También se presentaron como candidatos Ramón Fonticiella (99738) y Ramón Soto (609). En las elecciones departamentales y municipales del 10 de mayo de 2015, el Frente Amplio gana por segunda vez la Intendencia de Salto, con una ajustada diferencia sobre el partido Colorado. El 9 de julio de 2015 Andrés Lima asume como nuevo Intendente del departamento de Salto por el período 2015-2020.

Andrés Lima en el interior profundo

A fines del año 2017, Andrés Lima y un grupo importante de dirigentes políticos se alejan de la Agrupación Humanista Armando Aguirre, para luego conformar una nueva agrupación, denominada Grito de Asencio.
Para las Elecciones Nacionales de Uruguay en octubre de 2019, Andrés Lima decide ceder la candidatura a Diputado a su hermano Álvaro Lima (también Abogado). El número de lista sería la 1786 y se conformaría mediante una alianza electoral, la cual incluye a varios sectores, como son el caso del Partido Comunista del Uruguay, PVP, y demás agrupaciones políticas departamentales. Se convierten en la lista más votada y obtienen la diputación. 

### Intendente por segunda vez
En las Elecciones Departamentales de 2020, Andrés Lima decide postularse nuevamente para el cargo de Intendente, logrando la victoria. Aporta el 33,1% del total de votos. La también candidata frenteamplista a Intendente Soledad Marazzano aporta el 6,9% del total de votos; y así el Frente Amplio en Salto, se convierte en la fuerza política más votada, obteniendo el gobierno departamental por tercera vez, con un 40,5%. Por su parte, el Partido Nacional queda segundo con un 29,8%, mientras que el Partido Colorado logra el tercer puesto con un 19,6%.

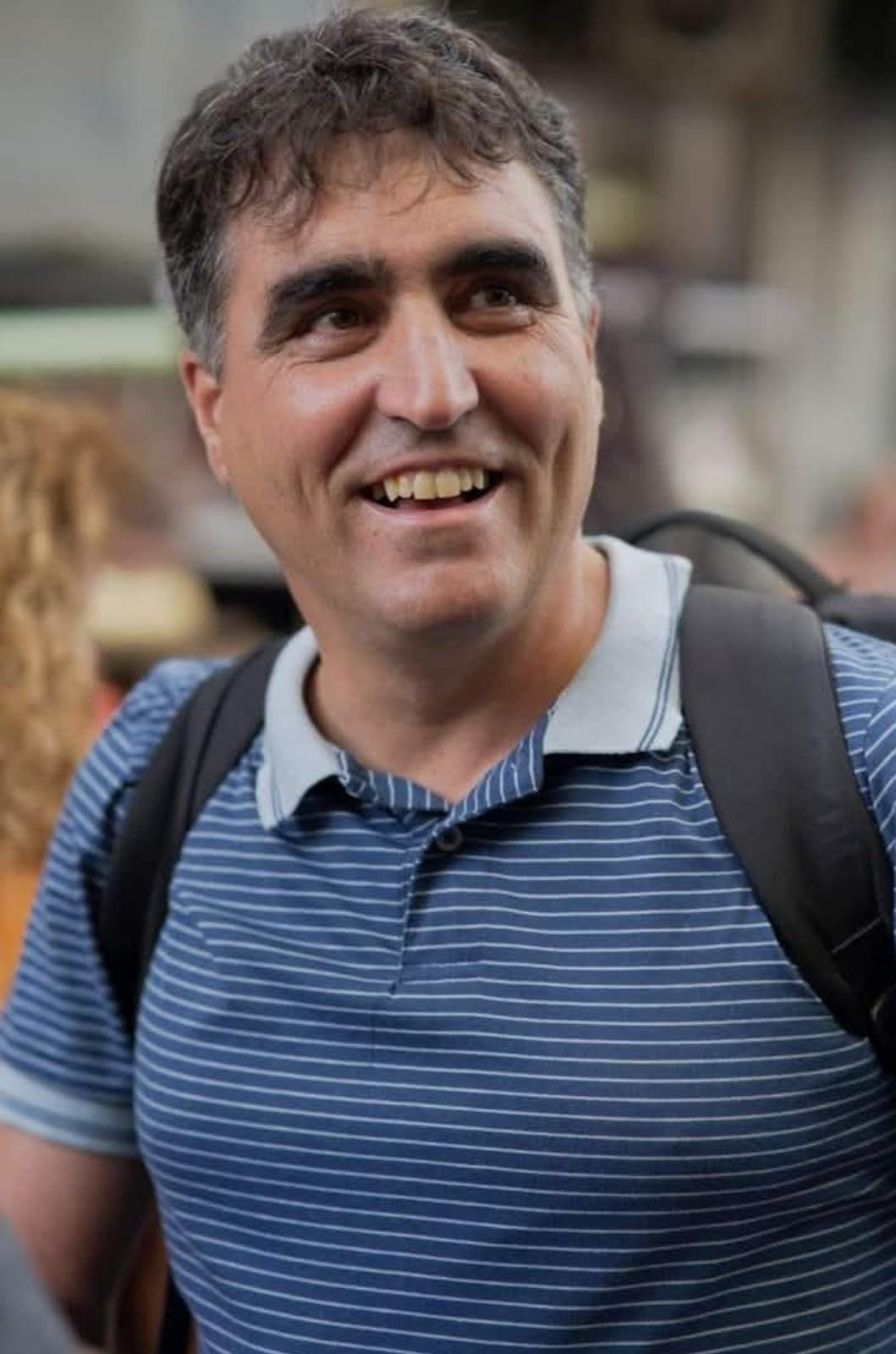
Andrés Lima intendente por segunda vez

Andrés Lima asume como Intendente nuevamente el 26 de noviembre de 2020, logrando así ser el primer frenteamplista reelecto en Salto y, a su vez, en uno de los tres Intendentes del Uruguay del FA, junto a Carolina Cosse y Yamandú Orsi para el período 2020-2025.

### Creación del EnFA (Encuentro Federal Artiguista)
En el mes de julio de 2021, Andrés Lima, junto a varios compañeros frenteamplistas del norte del Uruguay, fundamentalmente de Salto, ciudad de Bella Unión y Paysandú, crean el EnFA (Encuentro Federal Artiguista).  Se incorporan luego movimientos sociales de Río Negro, Soriano, Colonia, Lavalleja y Montevideo.

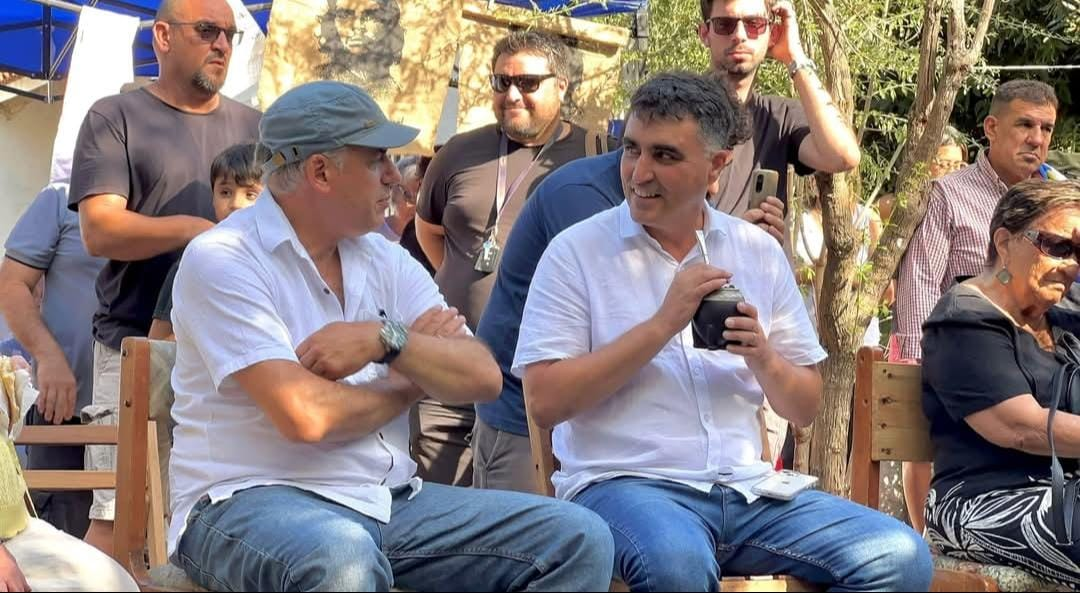
Junto a Yamandú Orsi

Debido a esta circunstancia, el 10 de diciembre de 2023, en el VII Congreso Nacional del Frente Amplio, los quinientos congresales designan a Yamandu Orsi, Carolina Cosse, Mario Bergara y Andrés Lima como Precandidatos a Presidente por el Frente, a presentarse en las elecciones internas que se realizaron el 30 de junio del 2024.
En la elección nacional del 27 de octubre de 2024, Lima fue Candidato a la Cámara de Senadores, encabezando las listas del EnFA y obtuvo 37.000 votos.

### Presidente de MEVIR (2025 - )
El 19 de marzo de 2025, Andrés Lima asumió como Presidente de Mevir, institución que tiene como objetivo la construcción de viviendas en ciudades que cuentan con hasta 15.000 habitantes.
Mevir está destinado a familias vulnerables, que económicamente se ven imposibilitadas de construir y hacer realidad el sueño de su casa propia. Proporcionar al trabajador rural y del interior del país, una mejor calidad de vida y un mejor futuro y porvenir.

Andrés Lima junto a la gente en la presidencia de MEVIR

## Controversias

### Denuncia por difamación
El 25 de mayo de 2016, Lima fue condenado a 8 meses de prisión con suspensión condicional de la pena por el delito de difamación. Esto debido a que meses atrás, Lima había acusado públicamente a tres ediles frenteamplistas de adulterar boletas para obtener una ganancia monetaria. El 21 de julio, un Tribunal de Apelaciones revocó la sentencia, alegando que Lima no actuó con "real malicia".